# Майкл Стефано
Майкл Стефано (англ. Michael Stefano, настоящее имя — Майкл Вито Мента (англ. Michael Vito Menta), род. 29 августа 1969 года) — Хартфорд, Коннектикут, США) — американский порноактёр и порнорежиссёр, лауреат премий AVN Awards, XRCO Award и других, член зала славы AVN. Снялся в более чем 1000 фильмах и, по его собственным оценкам, исполнил более 3000 сцен.

## Биография и карьера
Родился 29 августа 1969 года в Хатфорде. Дебютировал в качестве порноактёра в 1997 году, в возрасте около 28 лет.
Травма заставила Стефано сделать перерыв в выступлениях, во время перерыва он научился режиссировать. Начал карьеру режиссёра в Extreme Associates в середине 1990-х годов под именем Luciano. В 2001 году начал снимать для Red Light District Video. В 2003 году вместе с Джуэл Де’Найл (на которой позже женился) запустил студию Platinum X Pictures, финансируемую Red Light. Platinum X Pictures прославились режиссёрами Мануэлем Феррарой, Брэндоном Айроном и Стивом Холмсом и выпускали контент, очень похожий на Red Light. Примерно в то же время Red Light начала дистрибутировать фильмы Amateur District и Candy Shop, студии, возглавляемой Стефано и специализирующейся на межрасовом контенте.
В 2010 году Стефано объявил о своем уходе из порнографии, но в 2011 году объявил о своем возвращении. В 2012 году он снова ушёл из индустрии развлечений, но вернулся в 2013 году.
В начале 2010 года включён в зал славы AVN.
В качестве актёра работал с такими известными студиями, как Red Light District, Zero Tolerance, Jules Jordan Video, New Sensations, Evil Angel, Diabolic Video, Sin City, Adam & Eve, Anabolic Video, Vivid Entertainment, Digital Sin, Hustler Video, Brazzers и Elegant Angel. Также снимался для менее известных студий, таких как Mile High Media, Extreme Associates, Platinum X Pictures, Metro, Legend Video, Third Degree Films, Pure Play Media и West Coast Productions.
За свою карьеру успел поработать с огромным числом актрис: Ава Аддамс, Аса Акира, Алексис Амор, Энди Андерсон, Ева Анджелина, Давия Арделл, Леди Армани, Cherokee d'Ass, Бриана Бэнкс, Тайра Банкскс, Белладонна, Лекси Белл, Бетани Бенц, Одри Битони, Тори Блэк, Ванесса Блу, Джулия Бонд, Эми Брук, Эшлинн Брук, Дженна Брукс (Bambi Bliss), Коди Брайант (America Moore), Азия Каррера, Кайла Каррера, Лили Картер, Каталина, Чероки, Кассандра Крус, Рене Крус, Кортни Каммз, Цитерия, Дейзи Мэри, Клер Деймс, Дана Деармонд, Софи Ди, Джуэл Де’Найл, Лекси Даймонд, Скин Даймонд, Келли Дивайн, Бобби Иден, Алана Эванс, Рита Фалтояно, Джада Файер, Кимберли Франклин, Эшлин Гир, Гавана Джинджер, Саванна Голд, Саша Грей, Нина Хартли, Марика Хейз, Дженна Хейз, Дженни Хендрикс, Одри Холландер, Индия, Кайли Айрлэнд, Сара Джей, Дани Дженсен, Джессика Джуэл, Джулия Энн, Kayme Kai, Кимберли Кейн, Кэгни Линн Картер, Катя Кассин, Анисса Кейт, Katsuni, Бриджитт Керков, Лондон Киз, Остин Кинкейд, Реми Лакруа, Мелисса Лорен, Франческа Ли, Бруклин Ли, Ашлинн Ли, Leanni Lei, Лэйла Ли, Ашлинн Ли, Мия Лелани, Шона Ленэй, Ребека Линарес, Алексис Лав, Брианна Лав, Шай Лав, Луна Люкс, Ив Мэдисон, Кэнди Мэнсон, Джейд и Наоми Марсела, Мэделин Мэри, Мэри Джейн, Джанет Мейсон, Таннер Мэйс, Джинкс Мейз, Мари Маккрэй, Джианна Майклз, Трина Майклз, Мэрайя Милано, Кармел Мур, Кейден и Криста Мур, Мейсон Мур, Тиффани Майнкс, Кристи Мист, Александра Найс, Майя Никол, Ника Нуар, Бриттани О’Коннелл, Джойс Оливейра, Оливия О’Лавли, Мэдисон Паркер, Mini Pipes, Тиган Пресли, Priva, Тэйлор Рэйн, Харли Рейн, Райли Рид, Эми Рид, Кристина Роуз, Сатива Роуз, Дафни Роузен, Карма Розенберг, Natalia Rossi, Файе Ранауэй, Жасмин Сэнт-Клэр, Кэти Сент-Айвс, Энди Сан Димас, Моника Сантьяго, Хиллари Скотт, Александра Силк, Селена Сильвер, Аврора Сноу, Лила Стар, Бобби Старр, Рэйчел Старр, Джада Стивенс, Лара Стивенс, Мисти Стоун, Делила Стронг, Капри Стайлс, Мика Тэн, Таня Тейт, Алексис Тексас, Луси Тай, Бьянка Трамп, Флауэр Туччи, Анджелина Валентайн, Дана Весполи, Вики Ветте, Кендес Вон, Amile Waters, Келли Уэлс, Симона Уэст и Рики Уайт.

## Награды
- 1999 XRCO Award – Unsung Swordsman за Luciano[8]
- 1999 XRCO Award – лучшая групповая сцена за Luciano - Asswoman In Wonderland[8]
- 2004 AVN Awards – Male Performer of the Year[9]
- 2005 Adam Film World Guide Award — исполнитель года[10]
- 2009 AVN Awards – лучшая сцена втроём – The Jenny Hendrix Anal Experience[11]
- 2010 зал славы AVN[12]
- 2011 AVN Awards – лучшая сцена группового секса – Buttwoman vs. Slutwoman[13]

## Избранная фильмография

### Актёр
- Alexis Texas is Buttwoman (2008)
- Big Wet Asses 11, 12, 14, 15 и 17

### Режиссёр
- Luciano's Lucky Ladies (1–6)
- Office Confessionals (1–11)
- Fresh New Faces (1–6)
- Buttfaced (1–8)